# Erpodiopsis
Erpodiopsis là một chi rêu trong họ Bryaceae.